# معرض الدار البيضاء 1915
كان معرض الدار البيضاء عام 1915 والذي عرف كذلك باسم المعرض الفرنسي المغربي معرضا تجاريا نظمته السلطات الفرنسية بين يوم 5 سبتمبر و 5 نوفمبر 1915 في مدينة الدار البيضاء الخاضعة آنذاك لحكم الحماية الفرنسية. يعد أول معرض تجاري نُظم في المغرب، وكان له هدفان: تشجيع العلاقات التجارية بين فرنسا والمغرب وإظهار قوة فرنسا في المنطقة. ضم المعرض بضائع حرفية من شتى أنحاء المغرب، ما أتاح فرنسيين فرصة لدراسة حال الصناعة الحرفية في المغرب وتقديرها. وبفضل نتائج تلك الدراسة، أنشئت مراكز التعليم والتدريب للحرفيين في محاولة للنهوض بالصناعة التقليدية المغربية.

## أصل
فرض الفرنسيون «الحماية» على المغرب منذ معاهدة فاس عام 1912، وهم ينشغلون باحتلال البلاد و«إحلال السلام» فيها من خلال عمليات عسكرية مثل حرب زيان. سعى المقيم العام الفرنسي يوباغ ليوطي إلى فتح السوق المغربي لتنسيق الصناعات المغربية مع الصناعات الفرنسية. كان هذا المعرض في الدار البيضاء أول معرض من معارض عديدة نظمت بهذا الهدف ولإظهار القوة الفرنسية في المنطقة.

## المعرض
دام المعرض بين 5 سبتمبر و 5 نوفمبر 1915 رغم استمرار الحرب العالمية الأولى بل وحدث بالفعل خلال أكثر فترة دماء من الحرب في فرنسا. تنظيم المعرض أدارته السلطات الفرنسية مع أنها شجعت المغاربة على المشاركة في المعرض نفسه. شيدت أكشاك مختلفة تمثل منتجات كل إقليم في المغرب وكان هناك كشك خاص بالحكومة، وكذلك كشك أمكن للتجار المغاربة أن يبيعوا منتجاتهم وغرائبهم. وتسبب المعرض في التسارع إلى إنشاء إدارة حريق في الدار البيضاء.
| كشك                                         | معرض |
| ------------------------------------------- | --- |
| إقليم الرباط-سلا                            | سجائد، بطانيات، طرز، حصائر من القصب، خشب مطعم                                                             |
| إقليم الصويرة                               | خشب منقوش، حلي فضي مقبب                                                                                   |
| إقليم مراكش                                 | سجائد من (من الحوز والأطلس الكبير), حلي عربي وأمازيغي، أدوات نحاسية، أدوات خشبية وفخار                    |
| إقليم مكناس                                 | سجائد وبطانيات (من الأطلس المتوسط), طرز وخشب ملون                                                         |
| إقليم فاس                                   | أثاث منحوت وملون، جبس منقوش، رايات حريرية مطرزة، طرز خياطي، آنية خزفية فسيفساء، سجائد أمازيغية وفخار مزجج |
| إقليم الشاوية                               | غير معروف                                                                                                 |
| الإدارة العامة للتعليم العمومي (جهاز حكومي) | رسومات من إنتاج تلاميذ المدارس الجديدة                                                                    |
| هندسة                                       | معرض الخنادق المستخدمة في الهندسة العسكرية                                                                |

## نتائج
وكان هدف من أهداف المعرض سجل البضائع التي كان المغرب يستوردها من أوروبا وحصرها لتقوم فرنسا بتوفيرها مباشرة بعد ذلك. وإضافة لذلك استغل الدارسون الفرنسيون الفرصة لدراسة كل الموارد التي يمكن أن يقدمها المغرب، بما فيها الصناعات الحرفية، لتنظيم استغلالها على نحو أفضل. قرر الدارسون أن المنتجات الأقدم هي الأفضل نوعية والأحسن قيمة من المنتجات الحديثة، واعتبر هؤلاء أن ذروة الصناعة التقليدية كانت قد مضت فالمنتجات الحديثة كانت تتسم بتدني في جودة الزخرفة والمواد الخامة والتلوين ومهارة المعلمين.
ولكن السلطات الفرنسية، بعد أن رأت أمثالا لعمل الأطفال المغاربة في المدارس الجديدة (التي عرضها في المعرض الإدارة العامة للتعليم العمومي)، فهي ظنت أن جيلا من المعلمين الحرفيين من الممكن أن يتكون في مثل تلك المدارس. ونتيجة لذلك، نظمت السلطات الفرنسية برامج تعليمية للبالغين وأنظمة تدريب في المدارس فيما تدرب المغاربة على أمثال حرفية قديمة جمعها المتخصصون الفرنسيون. أنشئ «مكتبا فحص الصناعة الحرفية المحلية» في الرباط وفاس لكل منهما متحف ومشغل، ليكونا مركزي الصناعة الحرفية المغربية. عرضت النسخ للأمثال القديمة في المتحفين وفي معارض في المغرب وصدرت للخارج وبيعت.